# Liste der Bodendenkmäler in Horgau
Auf dieser Seite sind die Bodendenkmäler in der schwäbischen Gemeinde Horgau zusammengestellt. Diese Tabelle ist eine Teilliste der Liste der Bodendenkmäler in Bayern. Grundlage ist die Bayerische Denkmalliste, die auf Basis des Bayerischen Denkmalschutzgesetzes vom 1. Oktober 1973 erstmals erstellt wurde und seither durch das Bayerische Landesamt für Denkmalpflege geführt wird. Die folgenden Angaben ersetzen nicht die rechtsverbindliche Auskunft der Denkmalschutzbehörde.

## Bodendenkmäler in Horgau
| Lage       | Objekt | Akten-Nr.     | Bild |
| ---------- | --- | ------------- | ---- |
| (Standort) | Trichtergrubenfeld vor- und frühgeschichtlicher Zeitstellung.                                                                | D-7-7529-0018 |      |
| (Standort) | Mittelalterlicher Burgstall.                                                                                                 | D-7-7530-0060 |      |
| (Standort) | Grabhügel der Bronze- und Hallstattzeit.                                                                                     | D-7-7530-0061 |      |
| (Standort) | Grabhügel vorgeschichtlicher Zeitstellung.                                                                                   | D-7-7530-0062 |      |
| (Standort) | Grabhügel vorgeschichtlicher Zeitstellung.                                                                                   | D-7-7530-0063 |      |
| (Standort) | Trichtergruben vor- und frühgeschichtlicher Zeitstellung.                                                                    | D-7-7530-0067 |      |
| (Standort) | Grabhügel vorgeschichtlicher Zeitstellung.                                                                                   | D-7-7530-0075 |      |
| (Standort) | Mittelalterliche und frühneuzeitliche Befunde im Bereich der katholischen Filialkirche St. Maria Magdalena in Horgauergreut. | D-7-7530-0105 |      |
| (Standort) | Frühneuzeitliche Befunde im Bereich der katholischen Kapelle St. Nikolaus in Auerbach.                                       | D-7-7530-0107 |      |
| (Standort) | KZ-Außenlager und Waldmontagewerk der NS-Rüstungsproduktion Horgau.                                                          | D-7-7530-0115 |      |
| (Standort) | Straße der römischen Kaiserzeit.                                                                                             | D-7-7629-0003 |      |
| (Standort) | Burgstall des Mittelalters.                                                                                                  | D-7-7629-0005 |      |
| (Standort) | Burgstall des Mittelalters.                                                                                                  | D-7-7629-0006 |      |
| (Standort) | Grabhügel vorgeschichtlicher Zeitstellung.                                                                                   | D-7-7629-0040 |      |
| (Standort) | Grabhügel vorgeschichtlicher Zeitstellung und Abschnittswall vor- und frühgeschichtlicher Zeitstellung.                      | D-7-7629-0041 |      |
| (Standort) | Frühneuzeitliche Befunde im Bereich der katholischen Kapelle St. Franz Xaver in Bieselbach.                                  | D-7-7629-0067 |      |
| (Standort) | Grabhügel der Bronze- und Hallstattzeit.                                                                                     | D-7-7630-0001 |      |
| (Standort) | Siedlung der Bronzezeit, Siedlung und Gräber der römischen Kaiserzeit.                                                       | D-7-7630-0003 |      |
| (Standort) | Siedlung der römischen Kaiserzeit.                                                                                           | D-7-7630-0004 |      |
| (Standort) | Grabhügel vorgeschichtlicher Zeitstellung.                                                                                   | D-7-7630-0011 |      |
| (Standort) | Burgstall des späten Mittelalters.                                                                                           | D-7-7630-0012 |      |
| (Standort) | Abgegangene Burg des Mittelalters und der frühen Neuzeit.                                                                    | D-7-7630-0017 |      |
| (Standort) | Grabhügel vorgeschichtlicher Zeitstellung.                                                                                   | D-7-7630-0018 |      |
| (Standort) | Grabhügel der Hallstattzeit.                                                                                                 | D-7-7630-0019 |      |
| (Standort) | Trichtergruben vor- und frühgeschichtlicher oder mittelalterlicher Zeitstellung.                                             | D-7-7630-0024 |      |
| (Standort) | Körpergräber der frühen Neuzeit.                                                                                             | D-7-7630-0096 |      |
| (Standort) | Mittelalterliche und frühneuzeitliche Befunde im Bereich der katholischen Pfarrkirche St. Martin in Horgau.                  | D-7-7630-0105 |      |